# گاباداویدیا
گاباداویدیا (به لاتین: Gabadawidiya) یک منطقهٔ مسکونی در سری‌لانکا است که در استان جنوبی (سری‌لانکا) واقع شده‌است.